# Bitwa o Czaplinek
Bitwa o Czaplinek – bitwa stoczona 3 marca 1945 roku o miasto Czaplinek przez 7 pułk piechoty z 1 Armii Wojska Polskiego z niemieckimi oddziałami broniącymi miasta w czasie walk o przełamanie Wału Pomorskiego.

## Przebieg bitwy
Działania zaczepne w kierunku Czaplinka 3 Dywizja Piechoty rozpoczęła 1 marca 1945. Po złamaniu grup osłonowych i ariergardy niemieckiej, dywizja podeszła pod Czaplinek, który był przez Niemców przygotowany do długotrwałej obrony. Miasto otoczono dwoma pierścieniami umocnień, a budynki zamieniono w punkty oporu. Na ulicach wzniesiono barykady. Dwa jeziora leżące obok miasta dodatkowo połączone systemem zapór inżynieryjnych i min, ułatwiały obronę. Miasta bronił batalion piechoty wsparty 30 czołgami oraz dwoma dywizjonami artylerii i moździerzy.  
Atak na miasto rozpoczął się 3 marca około południa. 2 batalion piechoty dowodzony przez kpt. Stanisława Szulczyńskiego z 7 pułku piechoty zaatakował miasto od czoła. 1 batalion dowodzony przez kpt. Zygmunta Tarnawskiego wyszedł na tyły umocnień niemieckich. Natarcie rozwijało się pomyślnie i po prawie dwugodzinnej walce Czaplinek został zdobyty. Polacy zdobyli duże ilości broni i uzbrojenia, w tym 21 dział i moździerzy.  

## Upamiętnienie
Na cmentarzu komunalnym w Czaplinku, na terenie kwatery, gdzie pochowano 22 poległych żołnierzy polskich, w okresie Polski Ludowej zbudowano pomnik i umieszczono armatę.